# 발성법
성악에서, 발성법(發聲, vocalization)은 폐에서 밀려나온 숨이 성문을 통과할 때 성대를 진동시켜서 소리를 내는 방법이다. 성악에 있어서는 가창자가 발성기술의 습득을 위해 위의 여러 기관을 사용하여 적절히 조절하고 훈련하는 방법을 발성법이라고 총칭한다.

## 원리
노랫소리의 성질은 기관(氣管)의 위끝에 위치한 성대를 중심으로 한 발생기관과, 기관에 의해 이것과 직결해서 발생기관의 운동에 직접적인 영향을 주는 폐의 호흡, 어음(語音)을 형성하는 혀 ·입술 ·이 등의 구부의 여러 기관, 체강 공명(體腔共鳴)으로 성음의 형성에 관계하는 흉강(胸腔) ·구강(口腔) ·비강(鼻腔) ·인두강(咽頭腔)의 상태, 이들 여러 기관의 근육에 연결된 신체 전체의 자세 등에 의해 결정된다. 발성에 즈음하여 성문에 숨을 보내는 폐의 호흡운동은 성음조성상 특히 중요시된다. 호흡은 올바르게 자연히 행해지는 한, 보통 사람들은 호흡운동을 의식하지는 못한다. 정지시나 운동시에 있어서도 제각기의 운동량에 응해서, 폐가 호흡하는 공기량의 증감은 무의식 중에 완전히 그리고 자동적으로 조절된다. 그렇지만 초보의 가창자는 발성을 뒷받침하기 위한 숨의 양을 충분히 저장하려고 하여, 자칫하면 의식적으로 숨을 쉬기 일쑤이며, 그 때문에 폐와 그밖의 관계기관에 부자연스런 운동을 일으켜 결과적으로 숨의 유출에 장애를 초래해서 발성의 조성에 나쁜 영향을 주는 일이 많다. 이 때문에 발성법에서는 특히 초보자를 위해 훈련의 기초단계로 호흡법이 첫째로 다루어지고 있다.
발생기관에서 생긴 성음이 구부 여러 기관의 작용에 의해 어음(語音)으로 형성되는 것을 발음이라고 한다. 어음은 성음에 구강공명이 가해져서 생기는 모음과, 이것에 혀 ·이 ·입술 등의 접촉에 의한 파열음이 가해져서 생기는 자음으로 나누어진다. 그러나 어음은 언어에 따라서 미묘한 변화가 있고, 특히 자음은 비강 ·구강의 정도에 의해 한층 복잡한 차이를 나타내게 된다. 그뿐만 아니라 어음은 대화시와 가창시에 발음방식을 달리하는 경우 등이 있어, 발성법에서 발음의 훈련은 상당히 어려운 것으로 되어 있다. 성음의 높낮이의 음넓이를 소리넓이[聲域]라고 하며, 가창에 사용할 수 있는 소리넓이를 음악적 소리넓이라고 하는데, 보통 2옥타브 정도의 소리넓이도 발성훈련으로 3옥타브 이상으로, 그리고 두성(頭聲) ·중성(中聲) ·흉성(胸聲)의 세 가지 성구로 나눌 수 있으며, 이들 성구는 또 성별이나 연령차이, 개인별로도 상당히 다르다. 성구의 음색은 제각기 다소 변화되고 있으므로 발성기술의 보다 고도한 단계에서는 이들 성구의 음색의 융화를 꾀하고, 성구의 전환을 두드러지지 않게 하는 정돈된 성음의 숙성이 바람직하다.

## 종류
발성훈련의 정도에 따라, 가창의 직접적인 준비훈련으로 실제적이고 특수한 발성기술의 훈련법이 행해지고 있다. 이 방법을 일반적으로 창법(가창법)이라고 하며, 오늘날에는 악보를 사용해서 연습하는 것이 일반적이다. 창법에는 발성법의 부차적인 수단으로 존재하는 창법도 있는가 하면, 독보 기술이나 표현력의 육성을 위한 고도한 창법도 있어, 한마디로 창법이라 해도 내용적으로는 상당히 광범위하고 여러 갈래에 걸쳐 있다.

### 여러 발성법

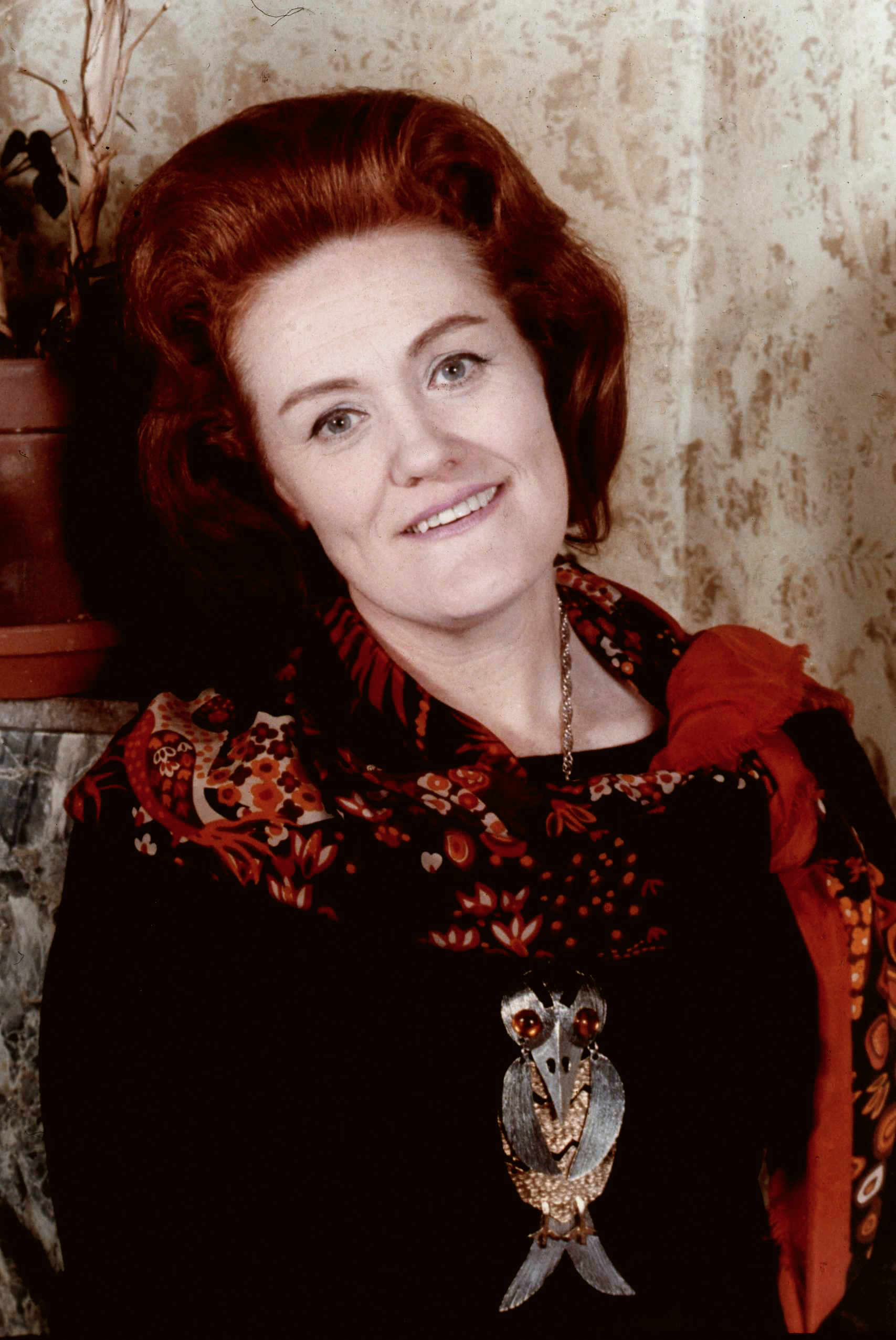
벨칸토의 대가 존 서덜랜드

- 벨칸토
- 나소날(Nasal) 	
- 스틸레 레프레젠타티보
- 세스 릭스(SLS)
- 파사지오
- 프라이 보이스(Fry Voice)

#### 발성법의 부차적 수단으로서의 창법
- 스타카토: 악보에서, 한 음 한 음씩 또렷하게 끊는 듯이 노래하라는 말이다.
- 메자 보체: 절반의 목소리라는 뜻. 음량을 억제해서 극히 부드러운 여린음으로 노래하는 것을 말한다.
- 메사 디 보체: 일정한 음을 길게 끌면서 천천히 음량을 크게 하였다가 다시 음량을 줄여 끝내는 창법이다.
- 포르타멘토: 높낮이가 다른 두 음을 자연스럽게 연결시키는 방법이다.
- 레가토: 둘 이상의 음을 이어서 부드럽게 노래하라는 말이다.
- 트릴: 두 음을 빠르게 교차하며 반복하는 기법. 긴장감이나 생동감을 표현할 때 사용된다.
- 비브라토: 음의 높낮이를 미세하게 흔들어 주는 창법. 풍부한 울림과 감정을 전달할 때 효과적이다.

#### 표현력 육성을 위한 창법
- 보칼리즈: 모음으로 하는 발성연습이다.
- 솔페지오

## 같이 보기
- 말하기
- 발음